# US Open 2023 - Quad doppio
Il quad doppio del torneo di tennis professionistico US Open 2023, facente parte della categoria Grande Slam, si è giocato dal 5 al 9 settembre 2023 allo USTA Billie Jean King National Tennis Center, a New York negli Stati Uniti.
I due volte campioni in carica Sam Schröder e Niels Vink hanno sconfitto in finale Andy Lapthorne e Donald Ramphadi con il punteggio di 6–1, 6–2.

## Teste di serie
1. Sam Schröder /  Niels Vink (campioni)

1. Heath Davidson /  Robert Shaw (quarti di finale)

## Tabellone

### Legenda
| - Q = Qualificato - WC = Wild card - LL = Lucky loser | - ALT = Alternate - SE = Special Exempt - PR = Protected Ranking | - w/o = Walkover - r = Ritirato - d = Squalificato |

|  | Quarti di finale | Quarti di finale               | Quarti di finale               | Quarti di finale | Quarti di finale |  |  | Semifinali | Semifinali                     | Semifinali                     | Semifinali                     | Semifinali                     |   |   | Finale | Finale                  | Finale                  | Finale | Finale |  |
|  |                  |                                |                                |                  |                  |  |  |            |                                |                                |                                |                                |   |   |        |                         |                         |        |        |  |
|  | 1                | Sam Schröder Niels Vink        | 3                              | 6                | [10]             |  |  |            |                                |                                |                                |                                |   |   |        |                         |                         |        |        |  |
|  |                  | Guy Sasson Koji Sugeno         | 6                              | 1                | [6]              |  |  | 1          | Sam Schröder Niels Vink        | Sam Schröder Niels Vink        | 6                              | 6                              |   |   |        |                         |                         |        |        |  |
|  |                  | Francisco Cayulef Diego Pérez  | Francisco Cayulef Diego Pérez  | 7                | 6                |  |  |            | Francisco Cayulef Diego Pérez  | Francisco Cayulef Diego Pérez  | 1                              | 2                              |   |   |        |                         |                         |        |        |  |
|  |                  | Andrew Bogdanov David Wagner   | Andrew Bogdanov David Wagner   | 5                | 1                |  |  |            |                                |                                |                                |                                |   |   | 1      | Sam Schröder Niels Vink | Sam Schröder Niels Vink | 6      | 6      |  |
|  |                  | Uğur Altınel Ahmet Kaplan      | Uğur Altınel Ahmet Kaplan      | 0                | 2                |  |  |            |                                |                                | Andy Lapthorne Donald Ramphadi | Andy Lapthorne Donald Ramphadi | 1 | 2 |        |                         |                         |        |        |  |
|  |                  | Tomáš Masaryk Ymanitu Silva    | Tomáš Masaryk Ymanitu Silva    | 6                | 6                |  |  |            | Tomáš Masaryk Ymanitu Silva    | Tomáš Masaryk Ymanitu Silva    | 2                              | 2r                             |   |   |        |                         |                         |        |        |  |
|  |                  | Andy Lapthorne Donald Ramphadi | Andy Lapthorne Donald Ramphadi | 7                | 6                |  |  |            | Andy Lapthorne Donald Ramphadi | Andy Lapthorne Donald Ramphadi | 6                              | 3                              |   |   |        |                         |                         |        |        |  |
|  | 2                | Heath Davidson Robert Shaw     | Heath Davidson Robert Shaw     | 64               | 4                |  |  |            |                                |                                |                                |                                |   |   |        |                         |                         |        |        |  |